# Стадион на Домициан
Стадион на Домициан (на латински: Stadium Domitiani), изветен също като Циркус Агоналис (на латински: Circus Agonalis), е обществена сграда за атлетически състезания построена на Марсово поле по заповед на император Домициан като дар за гражданите на Рим.

## История
Провеждането на атлетически състезания по гръцки стил в античен Рим датира още от времето на Републиката, а временни постройки за тяхното провеждане са били издигани в различно от време от водещи държавници като Цезар и Август. Създаването на първата постоянна каменна сграда свързана с такъв род надпревари се свързва с името на Домициан. Останал известен като почитател на тези гръцки по произход спортни дисциплини, той решава да възроди древните Капитолийски игри като използва примера на най-тачените подобни мероприятия в Гърция – Олимпийските, Немейските, Делфийските и Истмийските игри. За целта императорът полага началото на мащабна строителна програма с фокус върху възстановяването и обновяването на Марсово поле, където през 80 г. голям пожар разрушава или поврежда тежко редица от най-забележителните архитектурни монументи на Рим.
Изграждането на стадиона започва в първите години от управлението на Домициан и завършва около около 86 г., навреме за провеждането на възстановените от императора игри наричани с гръцката дума агонес (αγώνες, agones). В него се провежда атлетическите състезания, а в непосредствена близост е построен одеон за музикалните и литературно-поетични съревнования.
Независимо от наложеното от сената дамнацио меморие след убийството на Домициан, стадионът запазва славата и популярността си на водещо място за провеждане на спортни мероприятия. По времето на император Септимий Север е отсечен ауреус изобразяващ сградата и атлети състезаващи се в нея, а около десетина години по-късно стадионът се превръща и в предпочитано място за провеждане на гладиаторски представления след като през 217 г., по време на император Макрин, светкавица предизвиква пожар в Колизеума и арената поне временно не може да изпълнява функциите си. Впоследствие стадионът е обновен от Александър Север през 228 г., поради което до 19 век е идентифициран като циркус на негово име. Сградата остава един от най-впечетляващите архитектурни монументи на града дори през 4 век, факт засвидетелдтван от описанието направено от Амиан Марцелин на имперската визита на Констанций II в Рим през 357 г.
Стадионът на Домициан е свързан с легендата за мъченичеството на света Агнеса, която е довлечена гола до един от публичните домове действали под големите аркади на сградата и е убита там.
След края на имперския период и драматичния спад в населението на Рим стадионът се оказва излишен и запуснат като вместо това аркадите му осигуряват подслон за бедните, а пистата просторно и открито място за срещи. През Средновековието територията на сградата вероятно е била населена, защото Марсово поле се превръща в център на града за целия този исторически период и дори след него. Значителни части от сградата оцеляват до Ренесанса, когато те са използвани като източник на строителни материали.

## Архитектура
Сградата следва в архитектурно отношение първообразите си от Гърция с паралелно разположение от двете страни на пистата по цялата дължина ѝ дължина редове седалки, които са свързани помежду си от едната страна с дъговидна секция от седалки (сфендона) и перпендикулярна част от другата. В това отношение формата се различава от редица по-древни гръцки стадиони, като този в Олимпия, които имат правоъгълна форма. Седалките са изградени, подобно на римските театри и амфитеатри, върху конструкции от сводове и арки за разлика от гръцките стадиони, където обикновено се използва наклона на терена, върху който се строят седалките.
Външният вид и функциите на сградата са засвидетелствани от златната монета от времето на Септимий Север, на която тя е изобразена като голямо здание с форма на удължена подкова. Седалките са изградени върху сводести структури с фасада от мащабна двуетажна аркада. Изобразени са четири монументални входа - един засводен вход при сфендоната, един по средата на по-близката продълговата страна и по един от откритите краища на двете продълговати страни. Подобно на Колизеума, на втория етаж на сградата са изобразени статуи красящи пространството под всяка арка от фасадата. Във въвтрешността на сградата са изобразени състезаващи се атлети и награждаване на победител. Забележимо е липсата на бариерна ивица (спина) по средата на пистата, което ясно идентифицира сградата като стадиона на Домициан.
Размерите на зданието от 275 метра дължина на 106 метра ширина и 18,5 метра височина (228 м. дължина и 53 м. ширина на пистата) го правят изобщо един от най-големите антични стадиони. Капацитетът на стадиона не е еднозначно изчислен и варира от 15000 до 30000 места за зрители.

## Стадионът днес
Мястото на голямата сграда днес е заето от бароковия площад Навона, който точно запазва в очертанията си размера на пистата, а сградите, които го ограждат дават ясна представа за формата и размера на кавеата, върху която са били седалките за зрителите. Под сградите от северната страна са разкрити арки и сводове принадлежащи на стадиона. В средата на площада се намира Фонтана на четирите реки на Бернини с египетски обелиск, който не е бил част от стадиона, а първоначално е бил издигнат от Домициан в храма на Серапис. В Рим обелиските са били използвани за украсяване спината на циркусите, но не и на атлетическите стадиони.